# 7194 Susanrose
7194 Susanrose eller 1993 SR3 är en asteroid i huvudbältet som upptäcktes den 18 september 1993 av den amerikanske astronomen Henry E. Holt vid Palomarobservatoriet. Den är uppkallad efter Susan Rose.
Asteroiden har en diameter på ungefär 7 kilometer.